# NGC 2486
NGC 2486 (również PGC 22317 lub UGC 4123) – galaktyka spiralna (Sa), znajdująca się w gwiazdozbiorze Bliźniąt. Odkrył ją Albert Marth 7 listopada 1864 roku.